# Изорково
Изорково — деревня в Кадуйском районе Вологодской области.
Входит в состав Никольского сельского поселения, с точки зрения административно-территориального деления — в Никольский сельсовет.
Расстояние по автодороге до районного центра Кадуя — 36 км, до центра муниципального образования села Никольское — 12 км. Ближайшие населённые пункты — Лепилово, Лунино, Стрелково, Юрино.
По данным переписи 2002 года население составляет 2 человека.